# تارا ۵۸۶۳
سیارک ۵۸۶۳ (به انگلیسی: 5863 Tara، نامگذاری:1983RB) پنج هزار و هشتصد و شصت و سومین سیارک کشف شده‌است که در ۷ سپتامبر ۱۹۸۳ کشف شد. این سیارک توسط زوج اخترشناس مشهور، یوجین و کارولین شومیکر و همکارشان کمیل ویلدرز کشف شد. نام «تارا» از الهه‌ای در آیین بودایی و هندو گرفته شده که نماد نجات و مهربانی است.
قدر مطلق سیارک برابر ۱۵٫۵۰ است.